# Родригес, Хосе Луис (панамский футболист)
Хосе Луис Родригес Франсис (исп. José Luis Rodríguez Francis; род. 19 июня 1998, Панама, Панама) — панамский футболист, полузащитник клуба «Црвена звезда» и сборной Панамы. Выступает на правах аренды за клуб «Хуарес». Участник чемпионата мира 2018 года.

## Клубная карьера
Родригес — воспитанник клуба «Чоррильо». 18 июля 2015 года в матче против «Атлетико Чирики» он дебютировал в чемпионате Панамы. 3 апреля 2016 года в поединке против столичной «Альянсы» Хосе забил свой первый гол за «Чоррильо».
Летом 2016 года Хосе на правах аренды перешёл в бельгийский «Гент», где начал выступать за молодёжный состав. В конце 2016 года клуб выкупил его трансфер.
В сентябре 2018 года Родригес подписал контракт с хорватским клубом «Истра 1961».
1 февраля 2019 года Родригес присоединился на правах аренды к «Алавес B». Летом 2019 года он перешёл в «Алавес B» на постоянной основе.

## Карьера в сборной
30 мая 2018 года в товарищеском матче против сборной Северной Ирландии Родригес дебютировал за сборную Панамы.
В 2018 году Родригес принял участие в чемпионате мира в России. На турнире он сыграл в матчах против команд Бельгии, Англии и Туниса.
В 2019 году Родригес был включён в состав сборной Панамы на Золотой кубок КОНКАКАФ.